# Rhinopsephus
Rhinopsephus is een geslacht van kevers uit de familie  
kniptorren (Elateridae).
Het geslacht is voor het eerst wetenschappelijk beschreven in 1906 door Schwarz.

## Soorten
Het geslacht omvat de volgende soorten:
- Rhinopsephus balachowksyi Girard, 1985
- Rhinopsephus guineensis Girard, 2003
- Rhinopsephus lamottei Girard, 2003
- Rhinopsephus lucidus (Cobos, 1970)
- Rhinopsephus martini Girard, 1985
- Rhinopsephus milaris (Schwarz, 1903)
- Rhinopsephus reticulicollis (Cobos, 1970)
- Rhinopsephus venustus Girard, 1986